# La Motte-Chalancon
La Motte-Chalancon är en kommun i departementet Drôme i regionen Auvergne-Rhône-Alpes i sydöstra Frankrike. Kommunen ligger i kantonen La Motte-Chalancon som tillhör arrondissementet Die. År 2022 hade La Motte-Chalancon 400 invånare.

## Befolkningsutveckling
Antalet invånare i kommunen La Motte-Chalancon
Referens:INSEE